# Asqar Mamın
Asqar Uzaqbaıuly Mamın (in kazako Асқар Ұзақбайұлы Мамин?; Tselinograd, 23 ottobre 1965) è un politico kazako, dal 21 febbraio 2019 al 5 gennaio 2022 Primo ministro della Repubblica del Kazakistan, dimettendosi a causa delle pressioni delle proteste kazake del 2022.
È stato Primo Vice Primo Ministro dal settembre 2016 al febbraio 2019. In precedenza è stato presidente del Kazakistan Temir Zholy, la compagnia ferroviaria nazionale del Kazakistan. È anche presidente della Kazakistan Ice Hockey Federation, un incarico assunto nel 2008.
Membro del partito politico kazako Amanat, Mamın è stato in precedenza sindaco (äkim) di Astana dal 2006 al 2008 e ministro dei trasporti e delle comunicazioni nel governo di Daniyal Akhmetov dal 2005 al 2006.

## Biografia

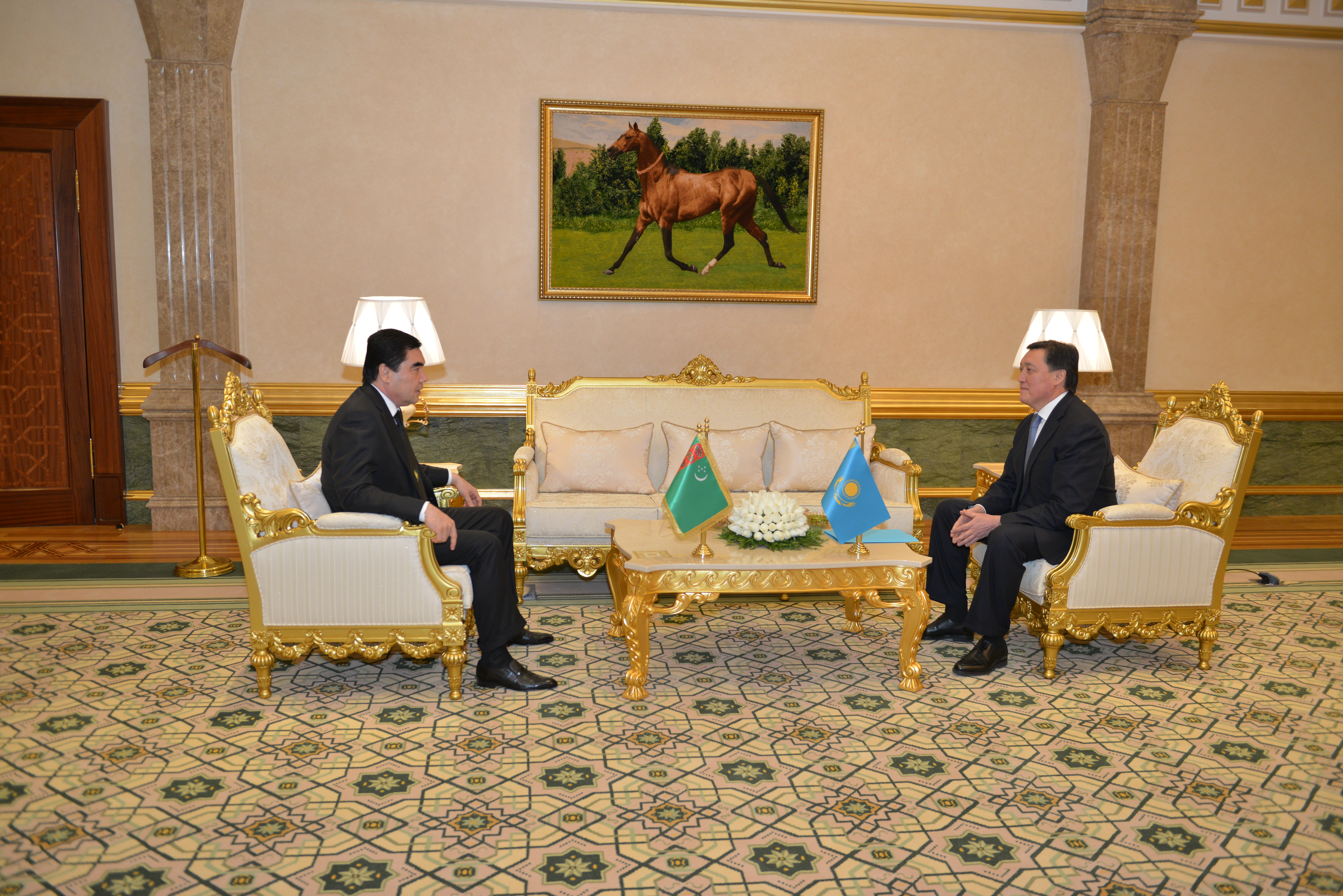
Mamın con il Presidente del Turkmenistan Gurbanguly Berdimuhamedow nel 2016

Mamın nacque a Tselinograd (ora Nur-Sultan). Si è laureato presso l'Istituto di Ingegneria Civile di Tselinograd e l'Università Russa di Economia Plekhanov con specialità di ingegneria civile ed economia.
Vicedirettore generale dell'Unione delle imprese innovative del Kazakistan, dal 1996 al 2008 è stato il primo vice äkim di Astana, Vice Ministro dei Trasporti e delle Comunicazioni della Repubblica del Kazakistan, Primo Vice Ministro dell'Industria e del Commercio della Repubblica del Kazakistan. Il 21 settembre 2006, Mamin è stato nominato äkim di Astana. Ha ricoperto questo ruolo fino a quando non è diventato presidente del Kazakistan Temir Zholy il 17 aprile 2008.
Il 9 settembre 2016 è stato nominato primo vice primo ministro nel governo di Sagintayev. L'8 gennaio 2018, Mamin è entrato a far parte del consiglio di amministrazione della società nazionale Kazakh Tourism.

### Primo Ministro del Kazakistan (2019-2022)
Il 21 febbraio 2019, il primo ministro Bakhytzhan Sagintayev è stato destituito dal presidente Nursultan Nazarbaev. Di conseguenza, Mamın è diventato il Primo Ministro ad interim ed è stato confermato dal Parlamento all'unanimità come nuovo Primo Ministro il successivo 25 febbraio. Il giorno seguente, il 26 febbraio, Mamın ha dichiarato che il governo avrebbe dovuto mirare a "risultati concreti" per migliorare la qualità della vita della popolazione. 
Il 10 gennaio 2021, il presidente Qasym-Jomart Toqaev ha chiesto le dimissioni del governo in conformità con la legislazione il giorno delle elezioni legislative del 2021. Nacquero speculazioni sul futuro di Mamın, anche se era previsto che sarebbe stato mantenuto nell'incarico. Nonostante emerse una lista di possibili candidati per sostituirlo dall'incarico, l'ex presidente e presidente del partito Amanat Nursultan Nazarbaev ha appoggiato la riconferma di Mamın. Il 15 gennaio, Tokaev ha rinominato de facto Mamın alla carica di Primo Ministro alla sessione di apertura del 7° Parlamento del Kazakistan con il sostegno di 78 su 99 deputati (gli altri astennero): per la prima volta dal 2007 il Primo Ministro non ebbe un sostegno unanime. Da quel momento, Mamın è stato fortemente criticato dall'opposizione parlamentare per la sua gestione della pandemia di COVID-19.

## Vita privata
Asqar Mamın è sposato con Altynaı Mamına. La coppia ha un figlio e una figlia: Danııar (nato nel 1986) e Dınara (nata nel 1991).
Il 30 ottobre 2020, Internet Elite ha pubblicato un'analisi finanziaria sul fratello di Mamın, Marat, da cui emerge come possieda proprietà del valore di milioni di dollari in Florida mentre suo nipote, Ernar, gestisca attività all'estero nell'Europa occidentale e centrale e affitti appartamenti a Londra.